# NGC 7195
NGC 7195 est une vaste galaxie lenticulaire située dans la constellation de Pégase. Sa vitesse par rapport au fond diffus cosmologique est de 7 542 ± 25 km/s, ce qui correspond à une distance de Hubble de 111,2 ± 7,8 Mpc (∼363 millions d'al). NGC 7195 a été découverte par l'astronome américain Lewis Swift en 1884.
Selon la base de données Simbad, NGC 7195 est une galaxie LINER, c'est-à-dire une galaxie dont le noyau présente un spectre d'émission caractérisé par de larges raies d'atomes faiblement ionisés. 
Les galaxies NGC 7194 et NGC 7195 sont voisines sur la sphère céleste et leur distance sont similaires. Elles forment sans doute une paire réelle de galaxies. D'autre part, en se basant sur article de White et al. publié en 1999, la base de données NASA/IPAC indique que ces deux galaxies font partie du groupe WBL677. Selon, l'article de White et al., trois galaxies appartiennent au groupe de WBL677. La troisième galaxie est PGC 67935 dont la distance de Hubble est égale à 115,5 ± 8,1 Mpc (∼377 millions d'al).